# Tyra Dánská (1000)

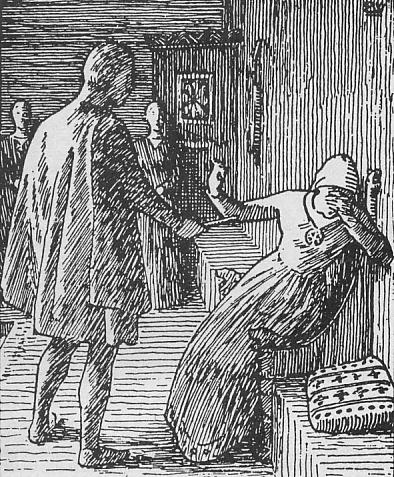
Thyra pláče před Olafem I. a plísní ho za to, že se neodvažuje postavit Svenu Vidlímu vousovi a bojovat o její věno. Ilustrace z roku 1899.

Tyra Dánská, Tyra Haraldsdatter, Thyra, Tove († 1000) byla v letech 998–1000 norská královna.

## Biografie
Tyra (Thyra nebo také Tove) se narodila jako dcera dánského a norského krále Haralda Modrozuba a pravděpodobně jeho manželky Tove Obodritské. Byla rovněž sestrou krále Svena Vidlího vouse.
Podle dostupných pramenů byla Tyra provdána třikrát. Jejím prvním manželem byl uchazeč o švédský trůn Stirbjörn Silný. Z historických pramenů je znám pouze jeden syn Tyry, a to právě z manželství se Stirbjörnem Silným. Byl to Torkel Stirbjörnsson, jehož dcera Gytha Thorkelsdóttir se provdala za hraběte Godwina z Wessexu a Kentu, jemuž kromě dalších dětí porodila syna Harolda, pozdějšího anglického krále Harolda II.
Sága Heimskringla popisuje příběh jejích dvou dalších manželství takto:
Norský král Olaf I. Tryggvason požádal o ruku Sigrid, vdovu po švédském králi Erikovi Vítězném, ale jako podmínku si určil, aby konvertovala ke křesťanství. Sigrid mu řekla: "Neodloučím se od víry, kterou přede mnou udržovali mí předci." Olaf ji ve vzteku uhodil rukavicí, načež Sigrid chladně reagovala: "To může jednoho dne znamenat tvou smrt." Sigrid poté chtěla utvořit koalici Olafových nepřátel. Zajistila spojenectví Švédska a Dánska, když se provdala za ovdovělého dánského krále Svena Vidlího vouse. Sven svou sestru Tyru provdal za vendského krále Burislava. Tyra však utekla a provdala se za Olafa, čímž jen rozdmýchala konflikt mezi Olafem a jejím bratrem, zatímco Sigrid štvala Svena proti svému bývalému nápadníkovi. To vedlo k bitvě u Svoldu, ve které Olaf zemřel. Stalo se tak, když byl Olaf na cestě do země Vendů bojovat o její věno, jak po něm Tyra žádala.
Po bitvě u Svoldu Tyra mizí z historie. Podle legendy spáchala Tyra sebevraždu vyhladověním poté, co se dověděla o smrti svého třetího manžela.